# Dogecoin
Dogecoin (abrev ISO 4217: XDG, simbolo: Ð e D) é uma criptomoeda peer-to-peer de código aberto criada inicialmente como uma "moeda piada" em 06 de dezembro de 2013, desenvolvendo rapidamente sua própria comunidade on-line, alcançando uma capitalização de US$ 60 milhões em janeiro de 2014. A moeda utiliza como "mascote/logo" o meme "Doge", um cachorro da raça Shiba Inu.

## História
O Dogecoin foi criado pelos programadores Billy Markus e Jackson Palmer, que esperavam criar uma criptomoeda divertida que pudesse atingir um público mais amplo do que o Bitcoin. Além disso, ele queria distanciar-se da história controversa de outras criptomoedas. Depois de receber várias menções no Twitter, Palmer comprou o domínio dogecoin.com e adicionou uma tela inicial, que mostrava o logotipo da moeda e o texto escrito em Comic Sans. Markus viu o site ligado a uma sala de bate-papo do IRC e começou a criar a moeda depois de chegar a Palmer. Markus baseou o Dogecoin em uma criptomoeda existente, Luckycoin, que apresenta uma recompensa aleatória que é recebida para a mineração de um bloco, embora esse comportamento tenha sido posteriormente alterado para uma recompensa de bloco estático em março de 2014. A ideia original para a rede do Dogecoin era de produzir um total de 100 bilhões de Dogecoins, mas depois foi anunciado que a rede iria produzir uma quantidade ilimitada de Dogecoins.

### Crescimento
Em comparação com as outras criptomoedas, a Dogecoin teve um rápido crescimento, conseguindo 100 milhões de moedas em circulação até meados de 2015, com um adicional de 5,256 bilhões de moedas todos os anos depois. Em 30 de junho de 2015 100 bilhões de Dogecoins já haviam sido minerados. Embora existam poucas aplicações comerciais tradicionais, a moeda ganhou força como um sistema de gorjetas na Internet, no qual os usuários de mídia social concedem gorjetas à Dogecoin para outros usuários por fornecer conteúdo interessante ou digno de nota. Dogecoin é referido como um altcoin.
A partir de 20 de Setembro de 2022, a capitalização do mercado deste ativo era de $7,9 mil milhões, e um DOGE foi avaliado em cerca de $0,06, tornando-o na 10ª maior divisa criptográfica.
Elon Musk, o CEO da Tesla e da SpaceX, tem sido uma figura importante na história da Dogecoin, frequentemente mencionando a criptomoeda em seus tweets e declarações públicas. O bilionário se referiu à Dogecoin como "a criptomoeda do povo" e fez várias referências sobre a moeda, incluindo memes e frases engraçadas. A influência de Musk sobre a Dogecoin (e o mercado de criptomoedas em geral) é tamanha que um único tweet seu tem o potencial de causar flutuações significativas no valor da moeda.
Musk também fez declarações sobre possíveis usos práticos para a Dogecoin. Em 2021, ele mencionou que estava trabalhando com desenvolvedores da Dogecoin para melhorar a eficiência do sistema de transações. A SpaceX, uma das empresas de Musk, também anunciou planos para uma missão chamada "DOGE-1" ao luar, que seria financiada inteiramente em Dogecoin.
Em 27 de abril de 2022, Musk anunciou que estava comprando o Twitter por US$ 44 bilhões. Em um movimento que muitos consideraram uma brincadeira, Musk então mudou o logotipo do Twitter para um cachorro Shiba Inu, a raça de cachorro que é o mascote da Dogecoin. A mudança do logotipo levou a um aumento de 16% no preço da Dogecoin.

## Fornecimento
Ao contrário das criptomoedas deflacionárias que têm um limite no número de moedas que podem ser produzidas, não há limite para quantas Dogecoins podem ser produzidas, o que a torna uma moeda inflacionária. Dogecoin foi inicialmente para ter um limite de 100 bilhões de moedas, o que já teria sido muito mais moedas do que as principais moedas digitais estavam permitindo. Em fevereiro de 2014, o fundador da Dogecoin, Jackson Palmer, anunciou que esse limite seria removido e que não haveria limite máximo, que deveria ter o resultado de uma redução constante de sua taxa de inflação durante um longo período de tempo.

### Carteiras
As principais carteiras para armazenar esta criptomoeda são: Ledger Nano S, KeepKey (ambas carteiras de software), Jaxx, Coinomi e a Dogecoin Wallet. A Dogecoin Wallet é a carteira oficial da moeda Dogecoin e tem disponível uma versão leve que é muito rápida a sincronizar. Também existe uma versão completa que demora mais tempo a sincronizar e ocupa mais espaço, mas tem a grande vantagem de se poder minerar a moeda.

## Captação de recursos

### Jogos Olímpicos de Inverno de 2014
A comunidade e a fundação Dogecoin incentivaram a arrecadação de fundos para instituições de caridade e outras causas notáveis. Em 19 de janeiro de 2014, uma arrecadação de fundos foi criado pela comunidade Dogecoin para angariar US$ 50.000 (50 mil dólares) para a equipe de Bobsled da Jamaica, que se qualificou para os Jogos Olímpicos de Inverno de 2014, realizados em Sochi, mas não possuíam condições de ir para o jogos. No segundo dia, foram doados US$ 36.000 (36 mil dólares) em Dogecoin e a taxa de câmbio Dogecoin para Bitcoin aumentou em 50%. A comunidade Dogecoin também levantou fundos para um segundo atleta de Sochi, Shiva Keshavan.

### Doge4Water
Inspirada pelo evento de arrecadação de fundos das Olimpíadas de Inverno e pequenos sucessos de arrecadação de fundos, a Fundação Dogecoin, liderada por Eric Nakagawa, começou a coletar doações para construir um poço na bacia do rio Tana, no Quênia, em cooperação com a Charity: Water. Eles decidiram levantar um total de 40.000.000 Dogecoins (cerca de US$ 30.000 na época) antes do Dia Mundial da Água (22 de março). A campanha foi bem-sucedida, arrecadando doações de mais de 4.000 doadores, incluindo um benfeitor anônimo que doou um total de 14.000.000 de Dogecoins (aproximadamente US$ 11.000).

### NASCAR
Em 25 de março de 2014, a comunidade Dogecoin levantou com sucesso 67,8 milhões de Dogecoins (cerca de US $ 55.000 na época) em um esforço para patrocinar o piloto da NASCAR, Josh Wise. Wise correu com um esquema de pintura patrocinado pela Dogecoin/Reddit no Aaron's 499 em Talladega Superspeedway. Em 4 de maio de 2014, Wise e seu carro foram apresentados por um minuto, onde os comentaristas de corrida discutiram o Dogecoin e o esforço do crowdfunding realizado, enquanto o piloto terminou a corrida na vigésima posição.

### Bitrefill
Em Setembro de 2018, a Dogecoin foi uma das criptomoedas escolhidas pelo Bitrefill para possibilitar pagamentos com criptomoedas no Burger King, junto com Bitcoin, Ethereum, Litecoin e Tether.